# Éragny-sur-Epte
Éragny-sur-Epte település Franciaországban, Oise megyében. Lakosainak száma 599 fő (2022. január 1.). Éragny-sur-Epte Bazincourt-sur-Epte, Gisors, Flavacourt, Sérifontaine és Trie-Château községekkel határos.

## Népesség
A település népességének változása:
| Lakosok száma | 605  | 611  | 636  | 606  | 602  | 599  | 598  | 596  | 599  |
|               | 2013 | 2015 | 2016 | 2017 | 2018 | 2019 | 2020 | 2021 | 2022 |